# Gebhard Willrich

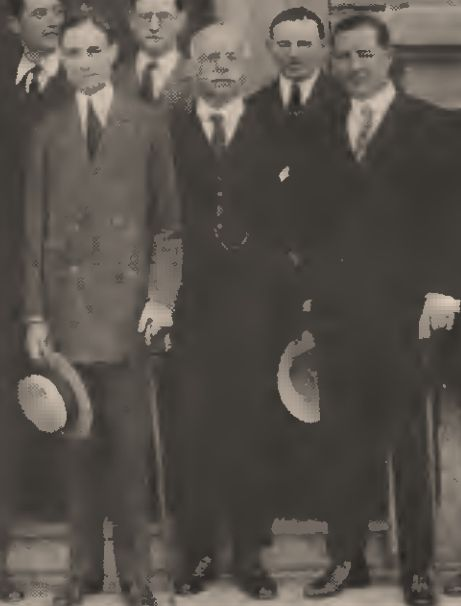
Gebhard Willrich (Mitte, vorn), Luzern 1922

Gebhard Ernst Wilhelm Gustav Willrich (* 27. Mai 1853 in Gilten; † 1. Dezember 1925 in Zürich) war ein deutschstämmiger US-Abgeordneter und Diplomat.

## Herkunft und Geschwister
Er war der Sohn von Gottlieb August Joachim Willrich (* 28. Juli 1815 Gilten; † 6. März 1864 ebenda) und Henriette Louise Leopold (* 3. Mai 1828 in Eystrup; † 4. Juli 1910 in Gardelegen) und hatte 10 Geschwister. Von diesen wanderten seine drei jüngeren Brüder (etwa Carl August Willrich (* 22. Mai 1856 Gilten), 1872 USA; Gründer des Familienzweigs in Chehalis/Washington), ebenso wie er selbst, nach Nordamerika aus, während die Schwester Helene Willrich (* 22. Mai 1856 Gilten, Zwilling des Carl August) nach Ankunft 1886 in New York ab September desselben Jahres Lehrerin in Cleveland war und 1890 wieder nach Deutschland zurückkehrte. Gebhards ältere Geschwister blieben in Deutschland, jedoch hatte seine ältere Schwester Amalie Willrich (1850–1918) in Hildesheim 1875 ausgerechnet einen George Washington Fürst (* 6. Mai 1817; † 30. Mai 1911 in Bremen) geheiratet, und taufte ihren Sohn auf den Namen Carl-Gebhard Fürst.

## Leben
Nach Besuch des Gymnasiums Oldenburg wanderte Gebhard Willrich im Jahr 1871 nach New York aus. Er war zunächst Farmer in Hallock (Minnesota) und Lehrer. Als naturalisierter US-Bürger studierte er 1875 Jura in St. Louis. Nach seinem Staatsexamen war er ebendort als Advokat tätig. Er übersiedelte nach Saint Paul (Minnesota), wo er, nach der Wahl von 1888 nun für den 27. Distrikt ab 1889 vier Jahre lang Abgeordneter im Repräsentantenhaus von Minnesota für die Republikanische Partei war. 1892 war er in Saint Paul wieder als Advokat und 1895 bis 1899 als Nachlassrichter tätig. Am 5. Dezember 1905 wurde er von Theodore Roosevelt zum US-Konsul in Saint John (New Brunswick) berufen und war dort bis 1909 vor allem mit Fragen des Seehandels beschäftigt. 1909–1917 war er US-Konsul in Québec und berichtete 1911 dem US-Senat über Bodenschätze und Agrarproduktion in der Provinz Quebec als potentiellem Konkurrenten bzw. Partner der US-Industrie. Willrich wurde 1920 nach Europa versetzt und war Konsul IV. Klasse in St. Gallen und Zürich in der Schweiz. Am 3. und 4. Juli 1922 nahm er an einer Diplomatenkonferenz (Consular convention) in Luzern teil. Sein Eintritt in den Ruhestand folgte am 1. Juli 1924.

## Familie
Er heiratete am 20. September 1890 in Hamburg die Paula Wilhelmine Hilda Kettenburg (* 28. Juli 1870 Hamburg), die Tochter des Kaufmanns Heinrich Kettenburg (wohl einem  Sohn des Kuno von der Kettenburg) und dessen Gattin Bertha Auguste Emma Dubois.
Er hatte aus dieser Ehe mehrere in Minnesota geborene Kinder.